# Méhaa
Méhaa[réf. nécessaire] est une reine, épouse de Pépi Ier, totalement ignorée avant la découverte de sa tombe. Elle serait la mère d'Horneterikhet, vraisemblablement mort avant d'avoir pu accéder au trône.

## Sépulture
Sa pyramide se trouvait dans la nécropole royale de Pépi Ier, à l'angle sud-est de la pyramide du roi. Cette tombe est en grande partie détruite aujourd'hui. Sur la face sud, dans un bâtiment qui s'apparente au temple haut, on a retrouvé des restes de la décoration murale et quelques inscriptions.